# Argia chapadae
Argia chapadae là một loài chuồn chuồn kim trong họ Coenagrionidae.
Argia chapadae được Calvert miêu tả khoa học năm 1909.